# Groene appelwants
De groene appelwants (Lygocoris pabulinus) is een insect uit de familie van de blindwantsen (Miridae).
De wetenschappelijke naam werd gepubliceerd in 1761 door Carl Linnaeus als Cimex pabulinus. Odo Reuter plaatste de soort in 1875 in Lygocoris. 

## Kenmerken
De groene appelwants is als volwassen dier altijd langvleugelig (macropteer) en kan 5 tot 6,5 mm lang worden. De lange groene antennes hebben een tweede segment dat aan het uiteinde bruinachtig is. De twee laatste segmenten zijn donkerder. De pootjes zijn ook groen, met uitzondering van het uiteinde van de schenen en de tarsi, die bruin gekleurd zijn. Het vliezige deel van de voorvleugel is licht met groene aders.
Lygocoris pabulinus lijkt op de andere Nederlandse vertegenwoordigers uit het genus Lygocoris, zoals Lygocoris rugicollis en Lygocoris minor; die hebben echter andere verhoudingen in de lengtes van de antennesegmenten en de afstand tussen de ogen. De wants kan ook verward worden met andere volledig groene blindwantsen zoals Orthotylus marginalis, Apolygus spinolae en Apolygus lucorum.

## Leefwijze
De soort overwintert als eitje en de eitjes komen in april uit. Er zijn twee generaties per jaar. De nimfen leven als ze net uit het eitje gekomen zijn in houtwallen en struwelen op houtachtige planten als appel (Malus), meidoorn (Crataegus) en linde (Tilia) en verhuizen in mei als ze volwassen worden naar kruidachtige planten zoals aardappel (Solanum tuberosum), bitterzoet (Solanum dulcamara), grote brandnetel (Urtica dioica) en akkerdistel (Cirsium arvense). De volwassen wantsen van de tweede generatie verhuizen weer naar de houtachtige planten om eitjes af te zetten. De wants kan schadelijk zijn voor voedselgewassen zoals appel, suikerbiet en aardappel. Na een maaltijd van deze wants blijven er op fruit wrattige vlekjes achter.

## Verspreiding en leefgebied
Deze soort komt voor in heel Europa met uitzondering van Griekenland, Malta en IJsland.

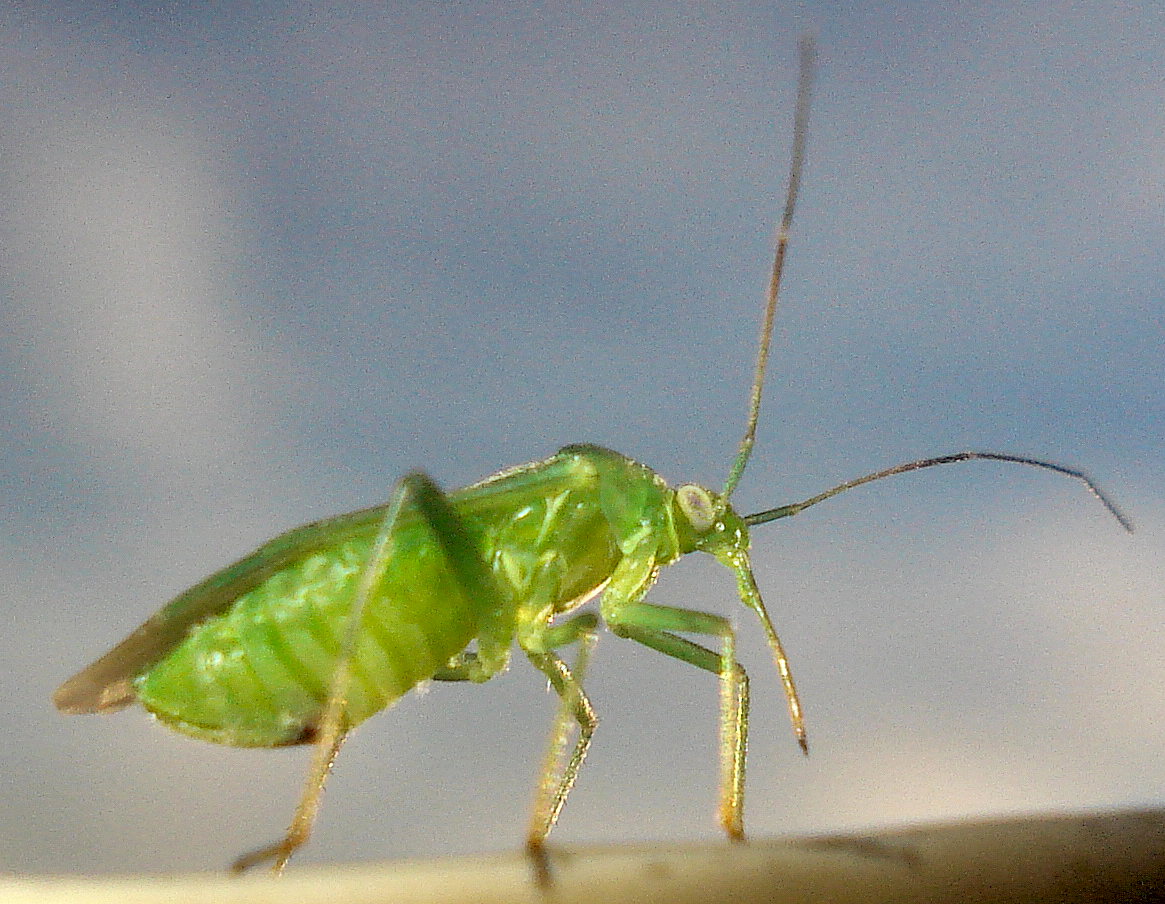